# Rodolfo Viotti
Rodolfo Viotti (Córdoba, 1 de septiembre de 1959-13 de marzo de 2017, Buenos Aires), fue un médico, autor e investigador argentino. 

## Biografía
Hijo de María Faotto y Alberto Viotti. 
Se graduó de médico en la Facultad de Medicina de la Universidad Nacional de Córdoba en 1983. Fue un médico cardiólogo y licenciado en metodología de la investigación. Jefe de la Sección Chagas e Insuficiencia cardíaca del Hospital Eva Perón, San Martín en Buenos Aires. Rodolfo dedicó su vida profesional a la enfermedad de Chagas y realizó varias publicacione respecto al tema.
Contrajo matrimonio con la doctora María Gabriela Álvarez, padres del músico y pianista Pablo Viotti.

## Libros
- 2014, Enfermedad de Chagas (ISBN 9500606623).[4]